# Columbus (Georgia)
Columbus ist eine Stadt und zudem der County Seat des Muscogee County im US-Bundesstaat Georgia mit 206.922 Einwohnern (Stand: Volkszählung 2020). Nach Atlanta und vor Augusta ist Columbus die zweitgrößte Stadt Georgias.
Im Jahr 2001 fusionierte die Stadt Columbus mit dem Muscogee County und bildete ein consolidated city-county, das seitdem gemeinsam verwaltet wird. Die Stadt ist der Mittelpunkt der Metropolregion Columbus.

## Geschichte
1828 erhielt die Stadt vom Repräsentantenhaus von Georgia das Stadtrecht, eine Entscheidung, die durch die strategische Lage beeinflusst war. Oberhalb von Columbus war der Chattahoochee River nicht mehr schiffbar, und hier verließ die Straße, die von der damaligen Staatshauptstadt Milledgeville über Macon nach Mobile und New Orleans führte, den Staat Georgia, bevor sie das Land der Muskogee (auch Muskogee bzw. Muscogee genannt) in Alabama durchquerte. Die Stadt wurde nach Christoph Kolumbus benannt, vermutlich beeinflusst durch die Schriften von Washington Irving. Ein Plan für die Stadt wurde durch Edwin L. DeGaffenried entworfen, der vorsah, dass die Stadt auf einer Anhöhe über dem Fluss angelegt werden sollte. Am anderen Ufer, wo heute Phenix City ist, lebten bis zu ihrer Vertreibung im Jahr 1836 die Muskogee.
Der Fluss verband Columbus mit der Welt und war besonders wichtig, um die Plantagen der Region mit dem internationalen Baumwollmarkt in New Orleans (und letztendlich Liverpool) zu verbinden. Die kommerzielle Bedeutung der Stadt nahm in den 1850er Jahren zu, als die Eisenbahn Columbus erreichte. Eine zunehmende Zahl von Textil-Fabriken entstand entlang des Flusses und brachte damit auch Industrie in ein Gebiet, das bisher nur von der Landwirtschaft abhängig war.
Bis zum Jahr 1860 ist die Stadt zu einem der wichtigeren industriellen Zentren der US-Südstaaten geworden, so dass sie den Beinamen „Lowell des Südens“ verdient hatte. Mit dem Ausbruch des Sezessionskrieges 1861 breiteten die Industrien von Columbus ihre Produktion aus, so dass die Stadt zu einem der wichtigsten industriellen Zentren der Konföderierte Staaten von Amerika wurde. Neben der Textilindustrie beherbergte die Stadt ein Eisenwerk und eine Schiffbauwerft für die konföderierte Flotte. Die einzigen Kampfhandlungen des Krieges, die die Stadt betrafen, fanden Anfang April 1865 kurz vor dem Kriegsende statt, als ein Truppenkontingent der Union unter General James H. Wilson die Stadt angriff und viele der industriellen Gebäude niederbrannte.
Reconstruction setzte fast unmittelbar danach ein, und es folgte eine Zeit des Wohlstands. Die Industrialisierung der Stadt führte zu rapidem Wachstum; die Stadt wuchs über das ursprünglich überplante Gebiet hinaus. In dieser Zeit eröffnete auch das Springer Opera House in der 10th Street, das über ein Jahrhundert lang großartigen Darstellern eine Bühne geboten hat und bis heute bespielt wird.
Während der 1970er und 1980er Jahre waren Verfall und Stadtflucht ernsthafte Probleme für den Großteil des Stadtgebiets und die angrenzenden Nachbarschaften. Frühe Bemühungen, den allmählichen Verfallsprozess anzuhalten führten dazu, dass verschiedene historische Denkmalzonen in den zentralen Gegenden der Stadt eingerichtet wurden, größere Problemflächen demoliert wurden, und ein Regierungszentrum gebaut wurde.

## Demografische Daten
Laut der Volkszählung von 2010 verteilten sich die damaligen 189.885 Einwohner auf 74.081 bewohnte Haushalte, was einen Schnitt von 2,47 Personen pro Haushalt ergibt. Insgesamt bestehen 82.690 Haushalte.
64,4 % der Haushalte waren Familienhaushalte (bestehend aus verheirateten Paaren mit oder ohne Nachkommen bzw. einem Elternteil mit Nachkomme) mit einer durchschnittlichen Größe von 3,08 Personen. In 35,0 % aller Haushalte lebten Kinder unter 18 Jahren sowie in 22,6 % aller Haushalte Personen mit mindestens 65 Jahren.
28,8 % der Bevölkerung waren jünger als 20 Jahre, 29,2 % waren 20 bis 39 Jahre alt, 25,4 % waren 40 bis 59 Jahre alt und 16,3 % waren mindestens 60 Jahre alt. Das mittlere Alter betrug 34 Jahre. 47,9 % der Bevölkerung waren männlich und 52,1 % weiblich.
46,3 % der Bevölkerung bezeichneten sich als Weiße, 45,5 % als Afroamerikaner, 0,4 % als Indianer und 2,2 % als Asian Americans. 2,8 % gaben die Angehörigkeit zu einer anderen Ethnie und 3,0 % zu mehreren Ethnien an. 6,4 % der Bevölkerung bestand aus Hispanics oder Latinos.
Das durchschnittliche Jahreseinkommen pro Haushalt lag bei 42.661 USD, dabei lebten 20,9 % der Bevölkerung unter der Armutsgrenze.

## Fernsehen
- WRBL Channel 3, CBS-Sender
- WTVM Channel 9, ABC-Sender
- WCGT Channel 16, unabhängig
- WJSP-TV Channel 28, PBS-Sender, Georgia Public Broadcasting
- WLTZ Channel 38, NBC-Sender
- WXTX Channel 54, Fox-Sender
- WLGA Channel 66, CW-Sender

## Klimatabelle
|                       | Jan   | Feb   | Mär   | Apr   | Mai   | Jun   | Jul   | Aug  | Sep  | Okt  | Nov  | Dez   |   |         |
| Mittl. Tagesmax. (°C) | 13,4  | 16,1  | 20,6  | 25,2  | 28,7  | 32,4  | 33,2  | 32,9 | 30,1 | 25,3 | 20,1 | 15,0  | ⌀ | 24,5    |
| Mittl. Tagesmin. (°C) | 1,8   | 3,1   | 7,3   | 11,2  | 16,1  | 20,2  | 22,1  | 21,9 | 19,1 | 12,3 | 7,2  | 3,4   | ⌀ | 12,2    |
|                       |       |       |       |       |       |       |       |      |      |      |      |       |   |         |
| Niederschlag (mm)     | 116,6 | 123,2 | 146,6 | 109,2 | 105,9 | 103,4 | 140,7 | 94,7 | 82,0 | 56,4 | 90,4 | 126,2 | Σ | 1.295,3 |
|                       |       |       |       |       |       |       |       |      |      |      |      |       |   |         |
| Regentage (d)         | 8,9   | 8,3   | 8,9   | 6,3   | 7,0   | 8,0   | 10,9  | 8,2  | 6,3  | 4,2  | 6,5  | 7,8   | Σ | 91,3    |

| 1,8 |

| 3,1 |

| 7,3 |

| 11,2 |

| 16,1 |

| 20,2 |

| 22,1 |

| 21,9 |

| 19,1 |

| 12,3 |

| 7,2 |

| 3,4 |

| 1,8 |

| 3,1 |

| 7,3 |

| 11,2 |

| 16,1 |

| 20,2 |

| 22,1 |

| 21,9 |

| 19,1 |

| 12,3 |

| 7,2 |

| 3,4 |

## Sonstige Informationen
- Columbus ist die zweitgrößte Stadt in Georgia.
- Die Firmen AFLAC, Carmike Cinemas, Synovus, TSYS und Lance Inc. haben ihren Firmensitz in Columbus.
- Bis in die 1960er Jahre hatte auch Royal Crown Cola in Columbus ihren Firmensitz.
- Columbus liegt neben Fort Benning, einer United-States-Army-Basis, in der unter anderem die US-Army Center & School beheimatet ist.
- In den Olympischen Spielen von 1996 fanden die Wettbewerbe für fast-pitch Softball für Frauen in Columbus statt. Diese waren die erste Wettbewerbe ihrer Art bei den Olympischen Spielen.

## Städtepartnerschaften
Columbus unterhält mit folgenden Städten eine Städtepartnerschaft:
- Kiryū (Japan), seit 1977
- Sugdidi (Georgien), seit 1997
- Bistrița (Rumänien), seit 2002
- Taichung (Republik China (Taiwan)), seit 2007

## Söhne und Töchter der Stadt
- Karl Adams (1891–1967), Baseballspieler
- Dallas Austin (* 1970), afroamerikanischer Musiker, Songwriter und Produzent
- Agnes Baggett (1905–1992), Politikerin
- Ash Brannon (* 1969), Animator, Filmregisseur und Drehbuchautor
- Eugene Bullard (1894–1961), erster afroamerikanischer Kampfpilot
- William B. Caldwell IV (* 1954), Generalleutnant der United States Army
- Robert Cray (* 1953), Blues-Gitarrist und -Sänger
- Isaiah Crowell (* 1993), American-Football-Spieler
- Hyleas Fountain (* 1981), Siebenkämpferin
- T. J. Fowler (1910–1982), Blues- und Jazzmusiker
- Nolan Gould (* 1998), Schauspieler
- Justin Guarini (* 1978), Sänger
- Marty Jannetty (* 1962), Wrestler
- Nunnally Johnson (1897–1977), Drehbuchautor in Hollywood
- William H. Martin (1931–1987), NSA-Überläufer
- Carson McCullers (1917–1967), Schriftstellerin
- Sam Mitchell (* 1963), Basketballtrainer
- Frederick Martin Oates, Wrestler
- Robert Parrish (1916–1995), Filmregisseur und Filmeditor
- George Foster Peabody (1852–1938), Investment-Banker und Mäzen
- H. Vincent Poor (* 1951), Elektroingenieur
- Mauri Rose (1906–1981), Autorennfahrer
- Jade Starr (* 1981), Pornodarstellerin und Schauspielerin
- David P. Talley (* 1950), katholischer Geistlicher, Bischof von Memphis
- Alma Thomas (1891–1978), Malerin und Kunstpädagogin
- David Mathieson Walker (1944–2001), Astronaut
- Philip Wheeler (* 1984), Footballspieler
- Augusta Jane Evans Wilson (1835–1909), Schriftstellerin